# Berryhillviridae
Berryhillviridae ist eine im März 2025 als Familie eingerichtete Gruppe von Viren mit Kopf-Schwanz-Aufbau vom Morphotyp A (Myoviren).
Ihre Wirte sind Bakterien, was sie als Bakteriophagen klassifiziert.

## Beschreibung
Die Familie Berryhillviridae wurde aufgrund einer Untersuchung der evolutionären Beziehungen von 21 Bakteriophagen vorgeschlagen. Diese waren den bereits bestehenden Gattungen Marthavirus, Vibakivirus und Ayohtrevirus zugeordnet, für andere wurden gleichzeitig (zunächst) sechs neue Gattungen eingerichtet: Jinkiesvirus, Jawnskivirus, Lilmacvirus, Altadenavirus, Eastwestvirus und Sicariusvirus. Die Analyse konservierter Gene und Tblastx-Abstände ergab, dass diese Phagen eine stark verzweigte Klade bilden, deren Abstand der Entstehung einer neuen Familie entspricht.
Die Familie wird in den wichtigsten Clustering-Tools basierend auf dem vorhergesagten Proteom (VirClust, ViPTree, GRAViTy-Dendrogramm, vConTACT2-Netzwerk) durch eine kohäsive und monophyletische Gruppe repräsentiert. Die Mitglieder der Familie teilen eine signifikante Anzahl orthologer Gene, haben eine DNA-Sequenzähnlichkeit von mindestens 12,7 über alles; außerdem haben sie 17 Kerngene gemeinsam.

## Systematik
Die Systematik der Berryhillviridae ist nach International Committee on Taxonomy of Viruses (ICTV) – (MSL#40v1), ergänzt um einige Vorschläge nach der Taxonomie des National Center for Biotechnology Information (NCBI) in Hochkommata mit Stand 16. April 2025 wie folgt:
Familie Berryhillviridae
- ohne zugewiesene Unterfamilie, jedoch im PhagesDB-Cluster AO

- Gattung Ayohtrevirus (früher zur ehem. Familie Myoviridae), im Subcluster AO3
  - Spezies Ayohtrevirus abba (Arthrobacter-Virus Abba), mit Arthrobacter-Phage Abba

- Gattung Eastwestvirus
  - Spezies Eastwestvirus eastwest, mit Arthrobacter-Phage EastWest

- Gattung Jawnskivirus (abgespaltet von Marthavirus), im Subcluster AO1
  - Spezies Jawnskivirus beans (früher Marthavirus beans), mit Arthrobacter-Phage Beans
  - Spezies Jawnskivirus brent (früher Marthavirus brent), mit Arthrobacter-Phage Brent
  - Spezies Jawnskivirus jawnski (früher Marthavirus jawnski), mit Arthrobacter-Phage Jawnski
  - Spezies Jawnskivirus king2, mit Arthrobacter-Phage King2
  - Spezies Jawnskivirus piccoletto (früher Marthavirus piccoletto), mit Arthrobacter-Phage Piccoletto

- Gattung Marthavirus, im Subcluster AO2
  - Spezies Marthavirus barretlemon, mit Arthrobacter-Phage BarretLemon
  - Spezies Marthavirus martha (Arthrobacter-Virus Martha), mit Arthrobacter-Phage Martha
  - Spezies Marthavirus shade, mit Arthrobacter-Phage Shade
  - Spezies Marthavirus zartrosa, mit Arthrobacter-Phage Zartrosa

- Gattung Sicariusvirus, im Subcluster AO2
  - Spezies Sicariusvirus sicarius2, mit Arthrobacter-Phage Sicarius2
  - Spezies Sicariusvirus wyborn, mit Arthrobacter-Phage Wyborn

- ohne Gattungszuweisung
  - Spezies „Arthrobacter-Phage GravityBall“, im Subcluster AO2 (Vorschlag)
  - Spezies „Arthrobacter-Phage Jordan“, im Subcluster AO2 (Vorschlag)
  - Spezies „Arthrobacter-Phage NathanVaag“, im Subcluster AO1 (Vorschlag)
  - Spezies „Arthrobacter-Phage Pippa“, im Subcluster AO (Vorschlag)

- ohne zugewiesene Unterfamilie, jedoch im PhagesDB-Cluster FH

- Gattung Altadenavirus
  - Spezies Altadenavirus altadena, mit Arthrobacter-Phage Altadena
  - Spezies Altadenavirus bumble, mit Arthrobacter-Phage Bumble

- Gattung Lilmacvirus
  - Spezies Lilmacvirus bolt007, mit Arthrobacter-Phage Bolt007
  - Spezies Lilmacvirus klevey, mit Arthrobacter-Phage Klevey
  - Spezies Lilmacvirus lilmac1015, mit Arthrobacter-Phage Lilmac1015
  - Spezies Lilmacvirus prairie, mit Arthrobacter-Phage Prairie

- ohne zugewiesene Unterfamilie, jedoch im PhagesDB-Cluster FL

- Gattung Jinkiesvirus
  - Spezies Jinkiesvirus jinkies, mit Arthrobacter-Phage Jinkies

- Gattung Vibakivirus, im Cluster FL
  - Spezies Vibakivirus vibaki (Arthrobacter-Virus Vibaki), mit Arthrobacter-Phage Vibaki
  - Spezies „Arthrobacter-Phage Hirko“ (Vorschlag)

## Namensherkunft (Etymologie)
Mit dem Namen der Familie Berryhillviridae wird der amerikanische Mikrobiologe David Lee Berryhill geehrt. Er war einer der ersten, die einen Arthrobacter-Phagen isolierten. Der Suffix ‚-viridae‘ kennzeichnet Virusfamilien.